# World of Warcraft: The Board Game
World of Warcraft: The Board Game er et rollebaseret brætspil, som bygger på det populære onlinespil (MMORPG) World of Warcraft. Spillet er designet af Christian T. Petersen og Eric M. Lang og udgivet af Fantasy Flight Games i 2005.

## Spillet
Som i computerspillet spiller man Horde mod Alliance; her med op til tre spillere på hvert hold. Man kan vælge mellem 16 forskellige figurer (otte på hver side), som er baseret på de otte oprindelige racer i computerspillet samt de ni klasser. Spillernes figurer rejser rundt på kontingentet Lordaeron, hvor de slås med monstre for at få erfaring til at stige niveauer og samle skatte. Hvis man har lyst – eller bliver nødt til det – kan man også forsøge at komme til at slås med figurerne fra modstanderfraktionen.
Før spillet går i gang, finder man den overlord (hovedmodstander), som det gælder om at slå i det afgørende slag. Der er tre af disse unikke monstre; en udød, en drage og en dæmon. De har forskellige egenskaber, som bl.a. påvirker spillet undervejs. Hvis ingen af fraktionerne når at komme i lag med hovedmonstanderen i løbet af 30 spilrunder, afsluttes spillet med et spiller-mod-spiller-slag.
Hver fraktion har en håndfuld aktive kort med opgaver (quests), som angiver monstrenes placering og antal, de erfaringspoint (xp) man får ud af at klare opgaven, samt hvad man får med sig af skatte. Når en opgave er løst, trækker man en ny. Nogle opgavekort angiver også "neutrale" monstre, dvs. monstre som bliver placeret i et bestemt område, men som bare er i vejen og ikke har noget med opgaven at gøre.
Ud over at samle skatte op, når man er ude at slås, kan man handle hos købmanden, som dels får nye ting en gang imellem og dels overtager ting, som spillerne sælger.

### Kamp
Kampe foregår ved rul med ottesidede terninger. Der bruges tre farver: Blå repræsenterer angreb på afstand, rød repræsenterer angreb i nærkamp og grøn repræsenterer forsvar. Fra starten af spillet har man kun få terninger, men efterhånden som ens evner udvikler sig og ens udstyr bliver bedre, får man flere. Man kan maksimalt bruge syv terninger af hver farve. Evner og udstyr kan også give en mulighed for at rulle igen eller ligefrem selv vælge værdien på terningen. For at kunne ramme et monster, er man nødt til at slå mindst det samme som monsterets "threat value". Nogle monstre har evner, som straffer en, hvis man ruller lavt, f.eks. med en forbandelse eller skader.

### Strategi
For at vinde er det vigtigt at udvikle sin(e) figur(er) optimalt, både hvad angår trylleformularer og andre evner, og når det gælder udstyr som rustning, våben mv. Spillet lægger op til samarbejde, da man vinder spillet samlet som fraktion, og man kan derfor også forsøge at få gruppen, man tilhører, til at fungere bedst muligt.

### Spillets udstyr
Der er brug for en del bordplads, da spillet er meget omfattende i udstyr: Over 1.000 enheder, når man tæller tokens, figurer og kort, samt en 40 siders regelbog. Det kan derfor godt virke uoverskueligt at gå i gang med, hvis man ikke enten kender World of Warcraft-universet, eller er en erfaren spiller. Spillet tager gerne en del timer.

## Udvidelser
Der er udkommet to udvidelser til World of Warcraft: The Board Game:
- World of Warcraft: The Boardgame – Shadow of War
- World of Warcraft: The Boardgame – The Burning Crusade

Der er desuden også i forbindelse med en spilkongres kommet miniudvidelsen BlizzCon Epic Armor Pack i form af et ekstra sæt rustninger, som også er en del af The Burning Crusade-udvidelsen.